# KDDI&BTソリューションズ
株式会社KDDI&BTグローバルソリューションズは、KDDIとBTが東京都江東区に設立した電気通信事業者。しかし2013年末で解散